# Scorpaenodes corallinus
Scorpaenodes corallinus är en fiskart som beskrevs av Smith, 1957. Scorpaenodes corallinus ingår i släktet Scorpaenodes och familjen Scorpaenidae. Inga underarter finns listade i Catalogue of Life.